# Vladimiro il Temerario
Vladimiro il Temerario (in russo Владимир Андреевич Храбрый?) (15 luglio 1353 – 12 agosto 1410) è stato principe di Serpuchov dal 1358 al 12 agosto 1410.
Il suo soprannome allude alle numerose imprese militari compiute nelle guerre condotte dal cugino, Demetrio Ivanovič di Mosca.

## Biografia
Nipote di Ivan Kalita, Vladimiro ereditò dal fratello all'età di cinque anni Serpuchov, Borovsk e una terza parte di Mosca. Poiché anche suo cugino Demetrio era un bambino, entrambi i principi dovettero essere istruiti dal metropolita Alessio, che organizzò un trattato il quale stabiliva la fedeltà di Vladimiro al cugino moscovita.
In base al trattato, Vladimiro aiutò Demetrio a combattere Tver' (1375), Rjazan' (1385), l'Ordine di Livonia (1379) e la Repubblica di Novgorod (1392). Pur avendo sposato una figlia di Algirdas di Lituania nel 1371, Vladimiro sostenne lealmente Demetrio nella guerra lituano-moscovita del 1368 al 1372.
Nel 1374, ansioso di difendere la sua capitale, Vladimiro costruì il primo cremlino in legno di quercia a Serpuchov. Nel 1377, Vladimiro saccheggiò le città della Severia di Trubčevsk e Starodub. Nella grande battaglia di Kulikovo del 1380, Vladimir comandò la cavalleria che decise la vittoria russa. Quando Toktamish invase la Russia due anni dopo, Vladimiro sconfisse le sue forze vicino a Volokolamsk.
Non è chiaro perché Vladimiro avesse litigato con il cugino nel 1388. Sebbene si siano riappacificati nello stesso anno, Vladimiro fu costretto a lasciare Serpuchov alla volta Torzhok in seguito alla morte di Demetrio e all'intronizzazione del figlio Basilio I. Un anno dopo tornò a Serpuchov e concluse un trattato con Basilio, ottenendo le città a titolo di appannaggio di Volokolamsk e Ržev. In seguito, scambiò queste città con Gorodec, Uglič e Kozel'sk, rinunciando alle sue pretese su Murom e Tarusa.
L'ultima campagna militare di Vladimir riguardò la difesa di Mosca contro l'orda di Edigu nel 1408. Morì due anni dopo e fu sepolto nella Cattedrale dell'Arcangelo. I suoi sette figli continuarono la stirpe dei principi di Serpuchov fino al 1456. Sua nipote Maria di Borovsk sposò Basilio II e diede alla luce Ivan il Grande, che espulse gli ultimi principi di Serpuchov in Lituania. L'ultimo discendente maschio di Vladimiro morì nel 1521.

## Discendenza
Di seguito i figli avuti da Elena e da suo marito:
- Andrea - morto in tenera età
- Ivan (1381-1422) - Principe di Serpuchov (1410-1422);
- Simeone (morto nel 1426) - Principe di Borovsk (1410-1425), Principe di Serpuchov (1422-1426);
- Jaroslav (Afanasii) (18 gennaio 1388/1389 - 16 agosto 1426) - principe di Malojaroslavec (1410-1426);
- Vasilij (9 luglio 1394 - 1427) - principe di Przemyśl e Uglič (1410-1427);
- Teodoro (16 gennaio 1390 - 1390);
- Andrea detto il Giovane (†1426) - Principe di Serpuchov, Radonež, Borovskij.